# Li Meisu
Li Meisu (李梅素S, Lǐ MéisùP; Hebei, 17 aprile 1959) è un'ex pesista cinese.
In carriera ha vinto un bronzo alle Olimpiadi di Seul 1988.

## Palmarès
| Anno | Manifestazione  | Sede        | Evento         | Risultato | Misura | Note |
| ---- | --------------- | ----------- | -------------- | --------- | ------ | ---- |
| 1982 | Giochi asiatici | Nuova Delhi | Getto del peso | Oro       | 17,77  |      |
| 1983 | Mondiali        | Helsinki    | Getto del peso | 14ª       | 16,91  |      |
| 1985 | Mondiali indoor | Parigi      | Getto del peso | 4ª        | 17,67  |      |
| 1987 | Mondiali        | Roma        | Getto del peso | 7ª        | 20,43  |      |
| 1988 | Olimpiadi       | Seul        | Getto del peso | Bronzo    | 21,06  |      |
| 1989 | Mondiali indoor | Budapest    | Getto del peso | 8ª        | 18,08  |      |
| 1996 | Olimpiadi       | Atlanta     | Getto del peso | 14ª       | 18,39  |      |
| 1997 | Mondiali        | Atene       | Getto del peso | 6ª        | 18,62  |      |
| 1998 | Giochi asiatici | Bangkok     | Getto del peso | Oro       | 18,96  |      |
| 1999 | Mondiali indoor | Maebashi    | Getto del peso | 7ª        | 16,63  |      |